# Вангероге
Вангероге (њем. Wangerooge) општина је у њемачкој савезној држави Доња Саксонија. Једно је од 7 општинских средишта округа Фрисланд. Према процјени из 2010. у општини је живјело 933 становника. Посједује регионалну шифру (AGS) 3455021, NUTS (DE94A) и LOCODE (DE AGE) код.

## Географски и демографски подаци
Вангероге се налази у савезној држави Доња Саксонија у округу Фрисланд. Општина се налази на надморској висини од 1–17 метара. Површина општине износи 5,0 km². У самом мјесту је, према процјени из 2010. године, живјело 933 становника. Просјечна густина становништва износи 188 становника/km².
- Ваздушни поглед на Вангероге
- Лука Вангероге
- Срари светионик
- Нови светионик
- Плажа и дина
- Кафе Падинг

## Међународна сарадња
| Мјесто     | Држава    | Врста сарадње | Од    |
| ---------- | --------- | ------------- | ----- |
| Ширмониког | Холандија | контакт       | 1984. |
| Извор      |           |               |       |